# Calymperopsis wainioi
Calymperopsis wainioi là một loài rêu trong họ Calymperaceae. Loài này được Broth. M. Fleisch. mô tả khoa học đầu tiên năm 1913.